# A verdade descoberta pelo tempo
A verdade descoberta pelo tempo é uma escultura de mármore produzida pelo artista italiano Gian Lorenzo Bernini entre 1646 e 1652. Bernini desejava representar a verdade de uma maneira alegórica, como uma mulher nua sendo despida por uma figura acima dela que representaria o tempo. A figura do tempo nunca foi produzida, embora o artista tivesse a intenção de concluí-la até 1665.
Uma das motivações de Bernini para este trabalho, segundo seu filho, Domenico, foi responder aos ataques de opositores que criticavam sua falha na construção de duas torres em frente a Basílica de São Pedro. Na obra, projetada por Bernini, apareceram rachaduras devido à incapacidade das bases em apoiar a expansão das torres. O artista teria sido culpado por esse erro, embora historiadores não tenham certeza quanto à veracidade dessa informação.
Bernini começou a projetar a verdade descoberta pelo tempo em 1645, durante o período crítico após a morte de seu principal protetor e benfeitor, papa Urbano VIII. A alegoria da verdade foi concluída em 1652 e, após tentar vendê-la ao Cardeal Mazarino, Bernini deixou-a em testamento ao seu primogênito. A obra permaneceu na família até 1924, quando foi comprada pelo governo italiano e transferida para seu local atual, na sala VIII da Galleria Borghese. Embora sua base estivesse inclinada durante o tempo em que permaneceu com a família Bernini, agora encontra-se sobre uma placa plana, depois de uma restauração recente, deixando-a mais vertical, como foi originalmente exibida.